# فرناندو ميغيل (لاعب كرة قدم)
فرناندو ميغيل (بالبرتغالية: Fernando Miguel Pelissari‏) (10 سبتمبر 1979 في البرازيل - ) هو مدرب كرة قدم ولاعب كرة قدم برازيلي في مركز الوسط. لعب مع نادي إنترناسيونال ونادي بارانا ونادي باهيا ونادي غوياس ونادي كروزيرو ونادي بوتافوغو اس بي ونادي فيرانوبوليس ونادي أمريكا ونادي اتلتيكو سوروكابا ونادي سانتا كروز وأتلتيكو يوفنتوس وIpatinga Futebol Clube ‏.

## وصلات خارجية
- فرناندو ميغيل على موقع قاعدة بيانات كرة القدم.إي يو (الإنجليزية)